# Château de Craignethan
Le château de Craignethan (en anglais Craignethan Castle) est un château en ruines dans le South Lanarkshire, en Écosse. Il est situé au-dessus du Nethan, un affluent de la rivière Clyde. Le château est à 2 miles à l'ouest du village de Crossford (en), et 4.5 miles au nord-ouest de Lanark.
Construit dans la première moitié du XVIe siècle, Craignethan est reconnu comme l'un des premiers exemples d'une excellente fortification contre une artillerie sophistiquée, bien que ses moyens de défense n'aient jamais été totalement testés. Le château est la dernière forteresse construite en Écosse.
Craignethan est construit sur un site grandiose dominant un méandre de la rivière Nethan. Les pentes raides protégeaient le château au sud, côtés nord et est, mais le château est en fait dominée par les hauteurs à l'ouest, ce qui le rend beaucoup plus vulnérable qu'il n'y paraît. Les défenses de Craignethan sont donc concentrées dans cette direction.
Le château comporte un petit donjon central, à l'intérieur d'une cour murée rectangulaire. À l'ouest se trouve une fosse profonde et au-delà, une cour extérieure, plus grande.

## Littérature
Craignethan est l'un des deux châteaux (l'autre étant Bothwell) qui ont servi de modèle à Walter Scott pour le château de Tillietudlem, dans le roman historique Les Puritains d'Écosse.